# Pomnik Jana Kochanowskiego w Radomiu
Pomnik Jana Kochanowskiego w Radomiu – pomnik znajdujący się w pobliżu ulicy Żeromskiego, na skraju parku im. Tadeusza Kościuszki, naprzeciw pałacu Sandomierskiego.

## Historia

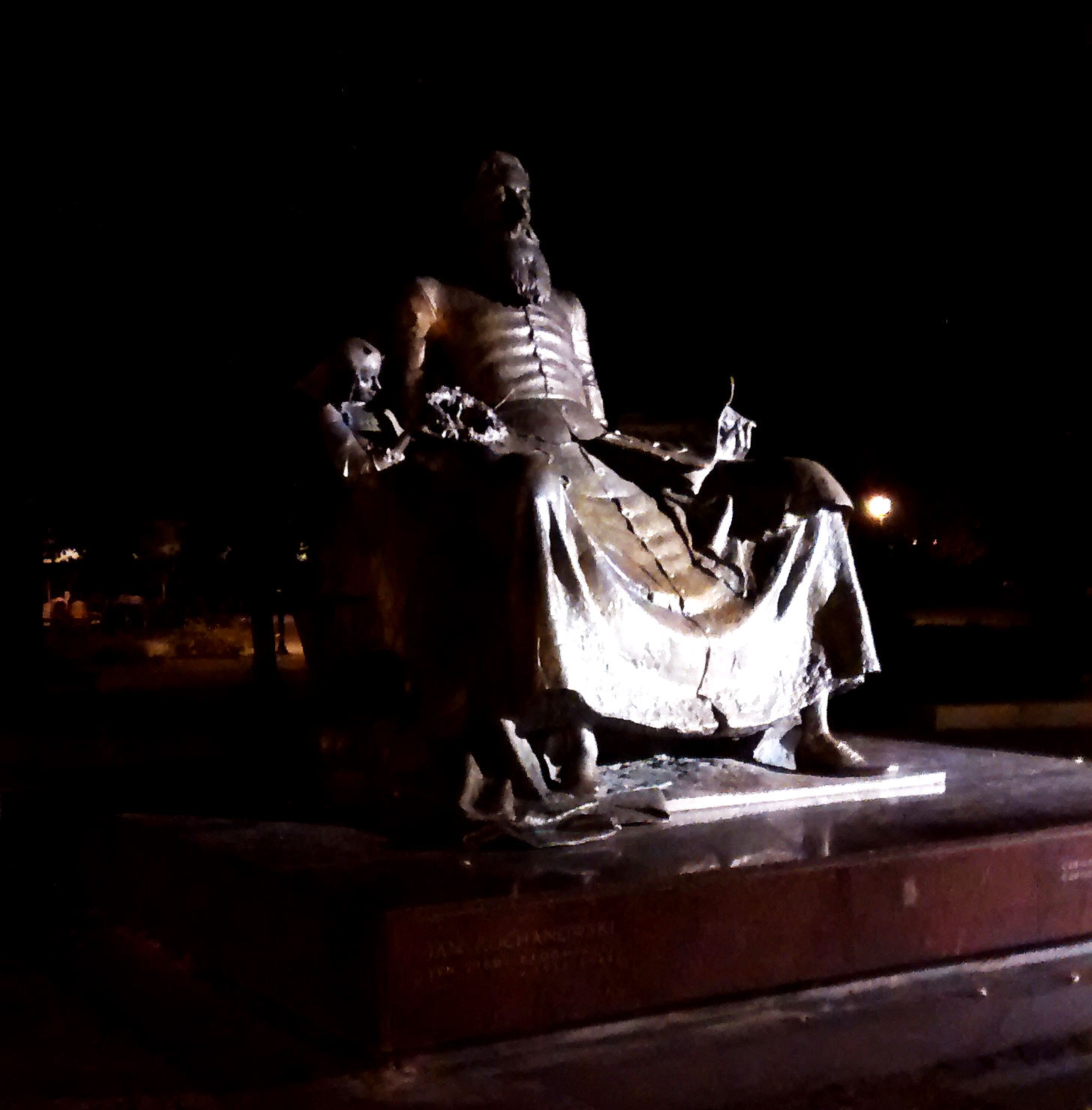
Pomnik Jana Kochanowskiego nocą

Z inicjatywą budowy pomnika upamiętniającego, związanego z regionem radomskim, Jana Kochanowskiego wystąpił w 2001 roku Społeczny Komitet Ratowania Zabytków Radomia. W kwietniu 2003 roku rada miejska wyraziła zgodę na budowę monumentu w jego obecnej, wskazanej przez społeczników, lokalizacji. W tym samym roku ogłoszono konkurs, na który wpłynęło osiemnaście prac. Komisja konkursowa wybrała projekt autorstwa Jana Kucza, profesora Akademii Sztuk Pięknych w Warszawie, autora między innymi pomnika Cyryla Ratajskiego w Poznaniu (2002) i pomnika Fryderyka Chopina we Wrocławiu (2004). Koszt budowy, sfinansowanej ze zbiórek społecznych oraz z dotacji Ministerstwa Kultury i Dziedzictwa Narodowego, wyniósł ponad dwieście tysięcy złotych. Rzeźbę odlano w Gliwickich Zakładach Urządzeń Technicznych. Pomnik odsłonięto uroczyście 24 czerwca 2006 roku podczas obchodów Dni Radomia.

## Opis
Pomnik składa się z niskiego, wykonanego z czerwonego granitu postumentu oraz brązowej, ważącej około trzech ton rzeźby o wysokości 2,7 metra. Przedstawia siedzącego na krześle Kochanowskiego w towarzystwie jego córki Urszulki. Ubrany w żupan poeta trzyma w lewej ręce otwartą książkę, a w lewej pióro. Urszulka podaje Kochanowskiemu symboliczny wieniec laurowy. Twarz poety wzorowano na renesansowym epitafium z kościoła Podwyższenia Krzyża Świętego w Zwoleniu pod Radomiem. Na postumencie umieszczono inskrypcje. Z przodu:
JAN KOCHANOWSKI

SYN ZIEMI RADOMSKIEJ

1530 – 1584

Na tylnej części postumentu umieszczono informacje dotyczące autora, inicjatorów i sponsorów pomnika. Otoczenie zaprojektował Andrzej Wyszyński w zespole z Mariuszem Antosem.